# Fatim-Zahra Ammor
 (août 2023).
Si vous disposez d'ouvrages ou d'articles de référence ou si vous connaissez des sites web de qualité traitant du thème abordé ici, merci de compléter l'article en donnant les références utiles à sa vérifiabilité et en les liant à la section « Notes et références ».
Fatim-Zahra Ammor ou Fatima-Zahra Ammor (en arabe : فاطمة الزهراء عمور) née le 23 août 1967 à Rabat (Maroc) est une ingénieure, consultante et femme politique marocaine.
Elle est, depuis le 7 octobre 2021, ministre du Tourisme, de l’Artisanat et de l’Économie sociale et solidaire dans le gouvernement Akhannouch.

## Biographie

### Origines et études
Fatim-Zahra Ammor est née à Rabat en 1967 dans une famille d’intellectuels. Son père est un banquier et sa mère une romancière de langue arabe.
Après des études au Lycée Lyautey à Casablanca, elle s’envole en France pour les classes préparatoires, puis intègre l’École Nationale Supérieure de Techniques avancées de Paris (ENSTA Paris). Elle y obtient son diplôme d’Ingénieur en 1991.

### Carrière professionnelle
De retour au Maroc, elle commence sa carrière en 1992 dans le marketing au sein de la multinationale américaine Procter&Gamble, avant de rejoindre Akwa Group en 2001, en tant que directrice marketing et membre du comité exécutif. Elle réussit en une dizaine d’années à construire une vingtaine de marques fortes, leader dans leurs domaines d’activité, telles qu'Afriquia ou Afriquia Gaz.
Pendant cette période, aux côtés de Aziz Akhannouch, elle dirige le festival Timitar d’Agadir, festival de Musiques du monde. L'objectif derrière la création de cet évènement était le repositionnement de la Ville d'Agadir en tant que destination culturelle, en plus d'être balnéaire.
En 2012, elle se lance dans le conseil aux dirigeants en marketing et développement d’affaires. Dans ce contexte, elle pilote de nombreux événements internationaux pour le compte d'institutions publiques (Assises de l'Agriculture, Salon du Cheval, Semaine verte de Berlin...).
En 2014, elle est nommée par le roi Mohammed VI, Commissaire générale de l’Exposition universelle de Milan (Expo Milano 2015). Sous sa direction, le pavillon marocain accueille 3 millions de visiteurs en 6 mois et est le 5e pavillon le plus visité de l’Exposition.
En 2021, elle siège au conseil d'administration de la Société des Boissons du Maroc , une filiale du Groupe Castel.

### Carrière politique
Sympathisante du RNI, elle rejoint en 2021 le gouvernement dirigé par Aziz Akhannouch en tant que ministre du Tourisme, de l’Artisanat et de l’Économie Sociale et Solidaire dans l’effort gouvernemental de sortie de crise post Covid-19 et de relance du tourisme marocain, véritable locomotive de l’économie.
Elle remplace alors Nadia Fettah Alaoui, qui occupait ce portefeuille.

## Vie privée
Fatim-Zahra est mariée et mère de deux enfants.